# Halámky
Halámky (deutsch Witschkoberg) ist eine Gemeinde in Tschechien. Sie befindet sich zehn Kilometer nordwestlich von České Velenice und gehört zum Okres Jindřichův Hradec.

## Geographie
Das Dorf befindet sich rechtsseitig des Mäanderlaufes der Lainsitz an der Europastraße 49/Staatsstraße 24, die südöstlich über den Grenzübergang Halámky / Neu-Nagelberg nach Österreich führt. Nachbarorte sind Ochůzky im Norden, Spáleniště im Nordosten, Kunšach im Osten, Neu-Nagelberg im Südosten, Nová Ves nad Lužnicí im Süden, Dvory nad Lužnicí im Westen sowie Hrdlořezy im Nordwesten.

## Geschichte
Im 14. Jahrhundert erfolgte die Besiedlung des Weitraer Gebietes. Witschkoberg war eine der späteren Gründungen, als Entstehungszeitraum wird etwa 1730 angenommen. Auf früheren historischen Karten der Gegend ist der Ort noch nicht eingetragen. Sein Name ist eine Eindeutschung des slawischen Vlčkův kopec. Erste urkundliche Nachweise über das zur Herrschaft Heidenreichstein gehörige Dorf datieren von 1783. Bis zur Errichtung des Pfarre Beinhöfen im Jahre 1788 war Witschkoberg nach Gmünd gepfarrt.
Im Jahre 1900 bestand das Dorf aus 54 Häusern und hatte 499 Einwohner. Nach dem Ersten Weltkrieg gehörte der Ort im niederösterreichischen Amtsbezirk Schrems zu dem Teil des Weitraer Gebiets, der im Vertrag von Saint-Germain 1920 der Tschechoslowakei zugesprochen wurde.
1930 lebten in dem Dorf 386 Menschen. 1938 wurde ein neues Schulhaus bezogen. 1939 hatte Witschkoberg 313 Einwohner. Nach dem Münchner Abkommen wurde der Ort von 1939 bis 1945 dem deutschen Landkreis Gmünd zugewiesen. Nach dem Ende des Zweiten Weltkrieges kam er zur Tschechoslowakei zurück. Heute besteht Halámy aus 99 Häusern und 21 Erholungsobjekten.

## Ortsgliederung
Für die Gemeinde Halámky sind keine Ortsteile ausgewiesen. Das langgezogene Dorf wird von seinen Bewohnern in Dolejšek und Hořejšek (Nieder- und Oberteil) unterschieden.